# آشپزی اروپایی
آشپزی اروپایی از پخت و پزهای اروپا تشکیل شده است از قبیل سبکهای آشپزی کشورهای دیگر که توسط مهاجرین و استعمارگران اروپایی وارد شده است. گاهی اصطلاح آشپزی «اروپایی» یا به‌طور ویژه «قاره اروپا»، برای اشاره دقیقتر به آشپزی غرب اروپا مورد استفاده قرار می‌گیرد.
غذاهای کشورهای غربی متنوع هستند، هرچند دارای ویژگی‌های مشترکی هستند که آنها را از غذاهای مناطق دیگر متمایز می‌کند. در مقایسه با پخت و پز سنتی شرق آسیا، ابعاد گوشت استفاده شده در غذا، چشمگیرتر و قابل توجه‌تر است. به ویژه استیک و کتلت از غذاهای رایج در سرتاسر غرب هستند. آشپزی غربی به شراب انگور و سس به عنوان طعم دهنده غذا، چاشنی مخلوط یا مخلفات اهمیت می‌دهد (اغلب به خاطر استفاده از تکه‌های گوشت بزرگتر در آشپزی غربی، از لحاظ رسوخ چاشنی‌ها و سس‌ها، تا حدودی اشکال به‌وجود می‌آید). بسیاری از محصولات لبنیاتی در پخت و پز مورد استفاده قرار می‌گیرند. صدها نوع پنیر و فرآورده تخمیری شیر وجود دارد. نان تهیه شده از آرد سفید گندم تا مدتها به اعتبار نشاسته بوده است، ولی از دیرباز بیشتر مردم نان، نان گلت (نان تخت گرد) یا حلیم فرنگی تهیه شده از غله چاودار، گندم آلمانی، جو یا جو دوسر مصرف می‌کردند. کسانی که پولدارتر بودند پاستا، دامپلینگ و شیرینی درست می‌کردند. سیب زمینی در رژیم غذایی اروپایی‌ها و مهاجران آواره در زمان استعمار اروپا در آمریکا به یک گیاه اصلی نشاسته ای تبدیل شده بود. ذرت در رژیم غذایی اروپایی‌ها نسبت به مردم قاره آمریکا نقش خیلی کمتری دارد، هرچند غذاهای مبتنی بر ذرت (پولنتا یا مِمِلیگِ) قسمت عمده ای از آشپزی ایتالیا و بالکان است. اگرچه نان‌های تخت (به ویژه اینکه روی آنها چیزی مانند پیتزا یا تارت فِلَمبی باشد) و برنج در اروپا خورده می‌شوند، آنها فقط در مناطق محدودی، به ویژه در اروپا، جزو غذاهای اصلی می‌باشند. سالاد (غذاهای سرد همراه با سبزیجات خام یا پخته، بعضی مواقع همراه با سس) بخش جدایی ناپذیر از آشپزی اروپایی هستند.

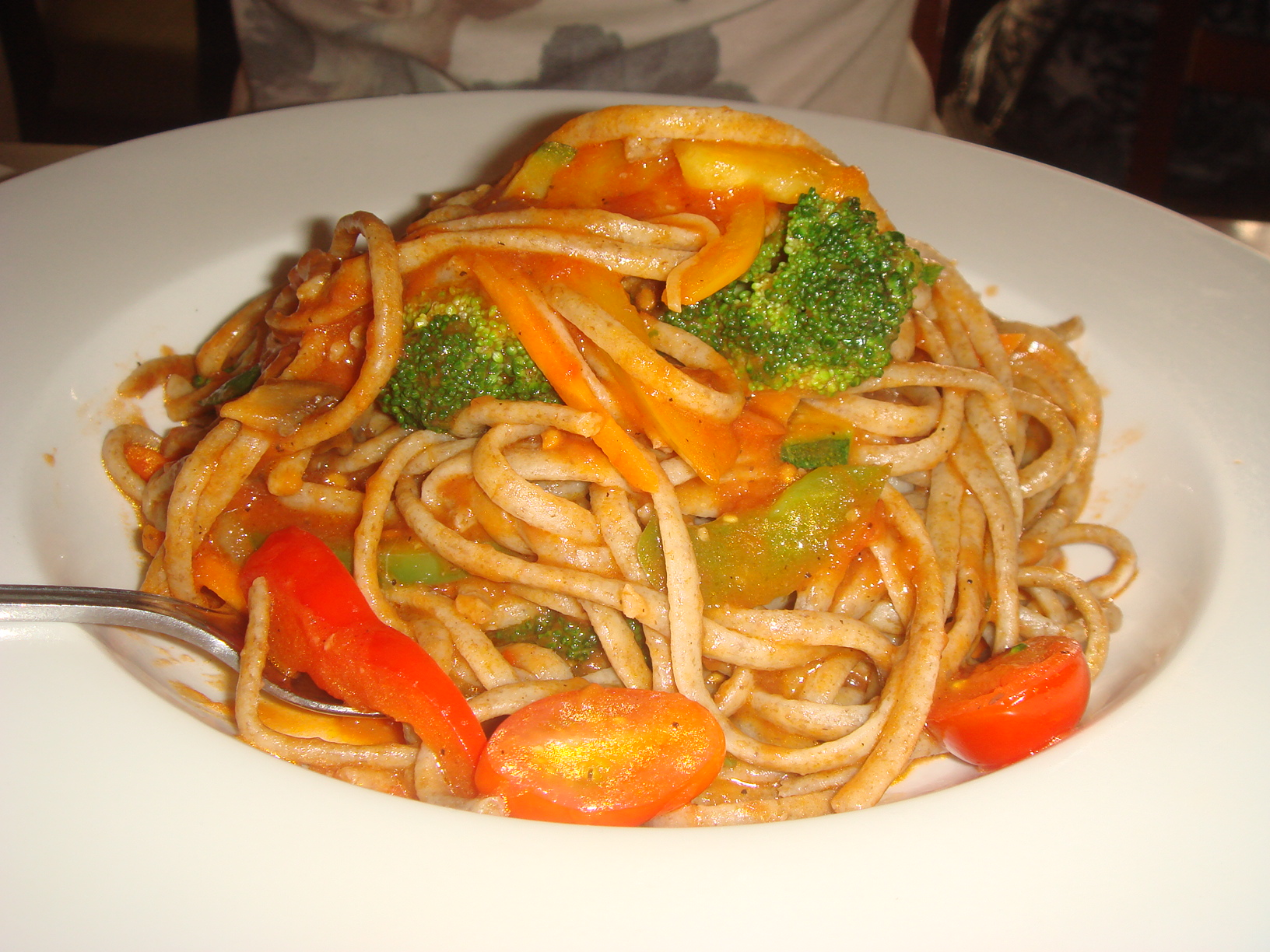
پاستا سبزیجات ایتالیایی

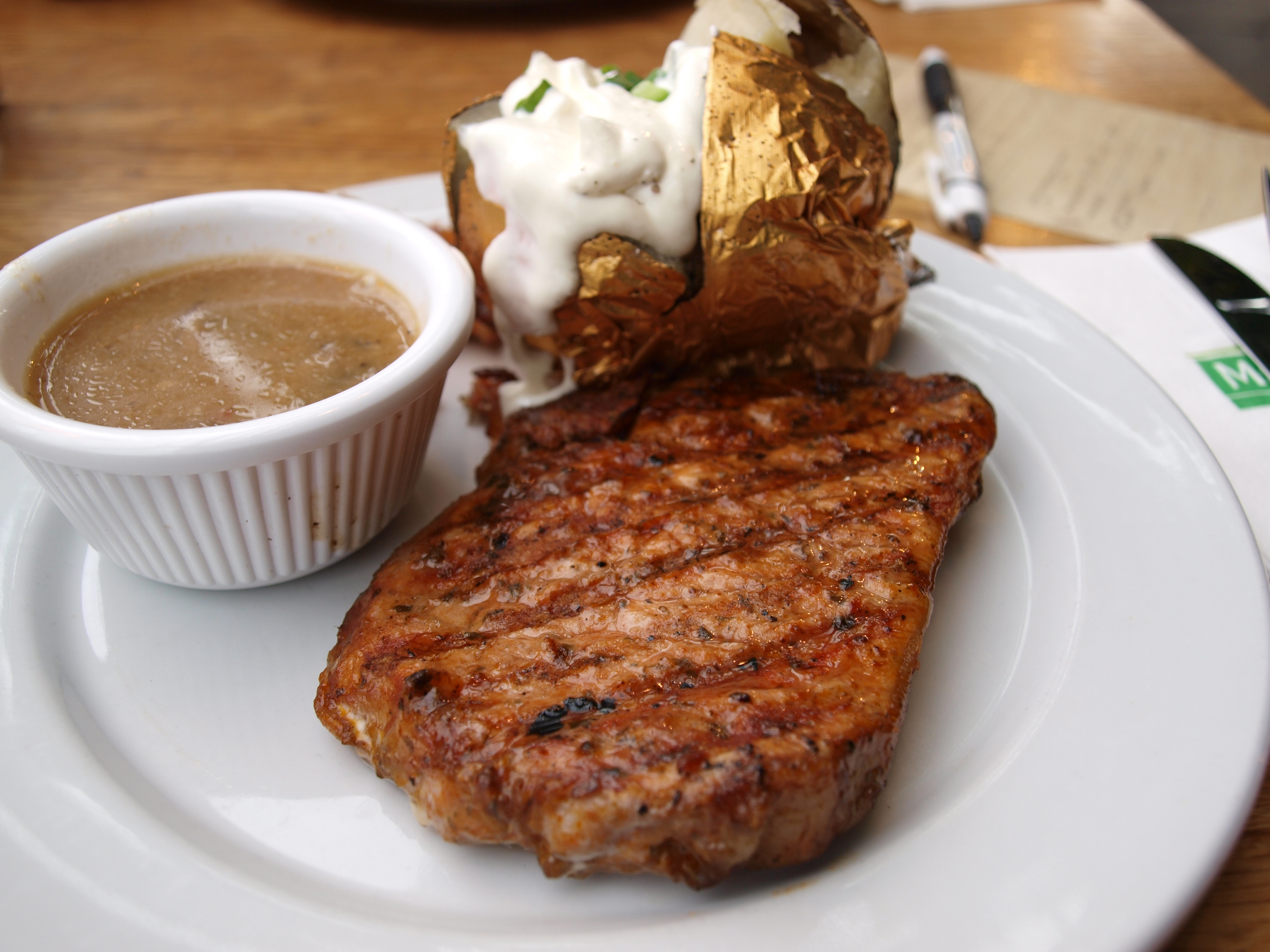
استیک گریل شده با سیب زمینی پخته و عصاره گوشت

## پیشینه
قرون وسطی
در قرون وسطی، رژیم طبقاتی یک فرد با توجه به طبقه اجتماعی وی تفاوت داشت. صرفنظر از طبقه اجتماعی، دانه‌های غلات بخش بزرگی از رژیم غذایی افراد را در قرون وسطی تشکیل می‌داد. نان در رژیم غذایی هر دو طبقه اجتماعی مشترک بود– برای کارگران به عنوان ناهار پذیرفته شده بود و از تکه‌های ضخیم آن مثل یک بشقاب، که از آن به عنوان ظرف غذا نام برده می‌شد، استفاده می‌گردید. مردم طبقه اشرافی، برای درست کردن مواد غذایی مرتبط با آردو پخت نان، به آرد آسیاب شده عالی دسترسی داشتند. اشراف‌زادگان برای تأمین ماهی و گوشت تازه وعده‌های غذایی خود، اجازه داشتند به شکار آهو، گراز، خرگوش، پرندگان ودیگر حیوانات بپردازند.

## آشپزی اروپای مرکزی
تمام این کشورها ویژگی‌های مخصوص خود را دارند.اتریش به خاطر شنیتسل وینی – کتلت گوشت گوساله سوخاری که با تکه برشی از لیمو همراهی می‌شود، جمهوری چک به خاطر آبجوهای بلندآوازه اش در دنیا معروف هستند. آلمان به خاطر سوسیس‌هایش، مجارستان به خاطر گویاش شناخته شده هستند. اسلواکی به خاطر نوکی معروف است. اسلوونی به خاطر تأثیرپذیری از آشپزی آلمانی و ایتالیایی شناخته شده است. لهستان به خاطر پیروگی مشهور در دنیا که یک غذای پیوندی بین راویولی و امپانادا است. لیختن اشتاین و سوئیسی‌های آلمانی زبان به خاطر روستی و سوئیسی‌های فرانسوی زبان به خاطر فوندو و راکلت معروف هستند.
- آشپزی یهودی اشکنازی
- آشپزی اتریشی
  -  آشپزی وینی
- آشپزی چکی
  -  آشپزی موراوینی
- آشپزی آلمانی
  - آشپزی بادن
  -  آشپزی بایرنی
  -  آشپزی براندنبورگ
  -  آشپزی فرانکونی
  -  آشپزی هامبورگ
  -  آشپزی هسن
  -  آشپزی نیدرزاکسن
  - آشپزی پالاتین
  - آشپزی پومرانی
  -  آشپزی ساکسون
  -  آشپزی شلسویگ-هولشتاین
  - آشپزی شوابن
- آشپزی مجارستانی
- آشپزی لهستانی
  -  آشپزی لوبلین
  -  آشپزی پودلاسکی
  -  آشپزی اشوی‌داشکسیه
- آشپزی لیختن‌اشتاین
- آشپزی سیلزیایی
- آشپزی اسلواکی
- آشپزی اسلوونیایی
- آشپزی سوئیسی

## آشپزی اروپای شرقی
- آشپزی ارمنی
- آشپزی آذربایجانی
- آشپزی بلاروسی
- آشپزی بلغاری
- آشپزی گرجی
- آشپزی قزاقی
- آشپزی مولداویایی
- آشپزی آسی
- آشپزی رومانیایی
- آشپزی روسی
- آشپزی اوکراینی

## آشپزی اروپای شمالی
- آشپزی دانمارکی
- آشپزی استونیایی
- آشپزی فنلاندی
- آشپزی ایسلندی
- آشپزی لتونیایی
- آشپزی لیتوانیایی
- آشپزی لیوونیایی
- آشپزی نروژی
- آشپزی سامی
- آشپزی سوئدی

## آشپزی اروپای جنوبی
- آشپزی آلبانیایی
- آشپزی آرومانی
- آشپزی بوسنی و هرزگوین
- آشپزی کرواتی
- آشپزی قبرسی
- آشپزی جبل طارقی
- آشپزی یونانی
- آشپزی ایتالیایی
- آشپزی مقدونی
- آشپزی مالتی
- آشپزی مونته‌نگروئی
- آشپزی عثمانی
- آشپزی پرتغالی
- آشپزی سان مارینویی
- آشپزی یهودی سفاردی
- آشپزی صربی
- آشپزی اسپانیایی
- آشپزی ترکیه

## آشپزی اروپای غربی
- آشپزی بلژیکی
- آشپزی بریتانیایی
- آشپزی هلندی
- آشپزی فرانسوی
- آشپزی ایرلندی
- آشپزی لوکزامبورگی
- آشپزی منونایت
- آشپزی مونگاسکی
- آشپزی اکسیتانی